# Accipiter princeps
Accipiter princeps е вид птица от семейство Ястребови (Accipitridae). Видът е световно застрашен, със статут Уязвим.

## Разпространение
Разпространен е в Папуа-Нова Гвинея.